# Antiga Igreja Matriz de Nossa Senhora de Sant’Ana de Serrinha
A Antiga Igreja Matriz de Nossa Senhora de Sant’Ana de Serrinha é uma edificação localizada em Serrinha, município do estado brasileiro da Bahia. Foi tombada pelo Instituto do Patrimônio Artístico e Cultural da Bahia (IPAC) em 2001, através do processo de número 002.
A igreja foi construída no século XVIII a mando da viúva do Sr. Bernardo Maria do Sacramento, e filhos. Sendo a única construção desse porte na região nordeste da Bahia. Possui elevado valor monumental com decoração rococó e neoclássica. O edifício se encontra em bom estado de conservação, com exceção da imaginária, que necessita de cuidado.
Foi tombado pelo IPAC em 2001, recebendo tombo de bens imóveis.